# Mary Ann Shaffer
Pour les articles homonymes, voir Fiery et Shaffer.
Mary Ann Shaffer, de son nom complet Mary Ann Fiery Shaffer, née le 13 décembre 1934 à Martinsburg, en Virginie-Occidentale, aux États-Unis, et morte le 16 février 2008, est une écrivaine américaine auteur d'un roman épistolaire  Le Cercle littéraire des amateurs d’épluchures de patates (titre original : The Guernsey Literary and Potato Peel Pie Society), qu'elle a achevé avec l'aide de sa nièce Annie Barrows quand sa santé est devenue défaillante. 

## Biographie
Le roman est publié en juillet 2008 par l'éditeur américain Random House, peu après la mort de l'autrice. Il rencontre un succès international, consacré par le prix du meilleur livre du Washington Post en 2008. La traduction française d'Aline Azoulay paraît en avril 2009 chez l'éditeur NiL. 
Éditrice, bibliothécaire puis libraire, Mary Ann Shaffer découvre Guernesey en 1976 et s'en souvient pour écrire à l'initiative de son propre cercle littéraire son roman épistolaire qui mêle la vie sentimentale d'une jeune femme de lettres anglaise, Juliet Ashton, et un regard documentaire sur l'île anglo-normande de Guernesey durant la Seconde Guerre mondiale, seul territoire européen dépendant de la couronne britannique occupé par l'armée allemande. En 1946, Julliet entre en contact avec des habitants de Guernesey et reçoit leurs lettres-témoignages sur la vie quotidienne de l'île occupée par les Allemands. Elle apprend en particulier l'anecdote de la création d'un cercle littéraire qui justifiait leurs rencontres autour d'un cochon grillé et d'une tourte aux épluchures de patates, et qui donne son titre au livre.
Il y est aussi question de Charles Lamb, poète et critique littéraire anglais et à ses Essais d'Elia qui vont être l'objet du premier contact entre les membres du cercle littéraire.